# Tanulási módszerek
A tanulási módszerek vagy más néven tanulási stratégiák olyan, széles körben elfogadott és használt eljárások, amelyek megkönnyítik az ismeretszerzés folyamatát.
A passzív befogadással, magolással szemben a tananyag önálló, aktív feldolgozását igénylik meghatározott lépéseken keresztül. 
Ezt általában kérdésfeltevéssel, az ismeretek szerkezeti és oksági összefüggéseinek feltárásával és értelmezésével, rendszerbe helyezésével és önálló felidézésével érik el. Ezáltal az új anyag megszilárdul és beépül az eddigi ismeretek rendszerébe.
A módszerek jelentős mértékben fejleszthetik a tanulók lényeglátását, kreativitását és szövegértését. További előnyük lehet, hogy segítenek megismerni az adott tantárgy tagozódását, tárgyalási módját és logikáját.

## Típusai
A tanulási módszerek a tanulás mikéntjét határozzák meg, a „hogyan?”-ra adnak választ. Ma az iskolában a legtöbb pedagógus arra biztatja a gyermeket, hogy sajátítsa el megfelelően a tananyagot, de arra nagyon kevesen vezetik rá a gyermeket, hogy ezt hogyan tegye meg úgy, hogy adekvátan beépítse azt a korábbi ismeretei közé, és később használni legyen képes a tudást. Ma a nyugati társadalmakban elvárás a „lifelong learning” (vagyis életen át való tanulás) képessége, s ehhez elengedhetetlen a megfelelő tanulási módszerek ismerete.
Több tanulási stratégia létezik, a gyakorlati élet szempontjából jól hasznosítható az a csoportosítás, amelyet Kozéki és Entwistle (1986) alkotott, s amely háromféle tanulási stratégiát különböztet meg:
- mélyrehatoló tanulási stratégia: a megértésre törekszik, a nagy összefüggések megragadására, a rendszer átlátására. A már meglévő ismeretekhez újakat kapcsol, mely az önálló véleménynyilvánításban fejeződik be.
- szervezett tanulás: rendszeres tanulás, munkaszervezés. A szervezettséggel együttesen igyekszik a hatékonyság elérésére.
- mechanikus tanulás: a részletek megjegyzése, a minél pontosabb felidézés a cél, az összefüggések tanulmányozása nélkül.

Ezek a stratégiák az egyes tanulóknál keverednek, s mindenkinél más-más súllyal jelen vannak. Mindhárom stratégia fontos szerepet játszik a tanulási képességben, s nem megvetendő egyik módszer sem, azonban nem mindegy, hogy melyiket választjuk egy-egy helyzetben, s hogy melyik van túlsúlyban.
E három fő tanulási módszert elemi tanulási technikák építik fel. Az elemi tanulási technikák sajátos rendszert alkotva hozzák létre a komplex tanulási stratégiákat:
- Néhány módszer a tanítási órán vagy előadáson leadott anyagra épül, mint például a Cornell-módszer.
- Önálló tanulásra szánt változataik a nyomtatott tananyagok feldolgozását segítik. Ilyen a például a PQ4R.

A tanulási módszerek csak bizonyos esetekben használhatók. Nem helyettesíthetik, hanem csupán kiegészítik a tapasztalatból vagy megfigyelésből kiinduló ismeretszerzést, a gyakorlatot, a probléma- és feladatmegoldást.

## Kooperatív tanulás
A kooperatív tanulás azaz a tanulási forma mikor az alábbi négy alappillér érvényesül:
- „Építő jellegű egymásra utaltság”
- „Egyéni felelősségvállalás”
- „Egyenlően eloszló részvétel”
- „Párhuzamosan létrejött interakció”

### Jellemzői
- A csoport együttes célja a tanulás, nem a kötelezettség.
- A csoport minden tagja egyenlő eséllyel rendelkezik.
- A kialakított csoport közösségépítő jelleggel bír, mellyel aktív részvételt idéz elő.